# Ch (диграф)
Ch, ch — диграф, используемый в орфографиях нескольких языков, использующих латинское письмо.

## Латинский язык
В латинском языке обозначает звук, подобный русскому «x» Встречается преимущественно в словах греческого происхождения (за исключением pulcher).

## Английский язык
- В английском языке диграф ch чаще всего обозначает звук [t͡ʃ].
- В словах от греческих корней обозначает звук [k].
- В словах французского происхождения и некоторых словах испанского и итальянского происхождения обозначает звук [ʃ] (иногда также [t͡ʃ]), например англ. charade, machine, machete, pistachio.
- В британском английском в некоторых словах означает звук [d͡ʒ] (sandwich, spinach, Greenwich).
- В заимствованиях из шотландского означает звук [χ] (loch).
- В заимствованиях из иврита и идиша означает звук [χ] или [x] (challah).
- Может вообще не произноситься, например в словах Crichton, currach, drachm, yacht.

## Испанский язык
В испанском языке ch произносится как [t͡ʃ]. Диграф считался буквой испанского алфавита в 1754—2010 годах.

## Итальянский и румынский языки
В итальянском и румынском языках ch встречается только перед буквами E и I, произносится как [k] (то есть в позициях, где одна буква C должна читаться как [ʧ]).

## Немецкий язык
В немецком языке диграф ch обозначает звуки [ç] и [x]. Звук [ç] произносится в случае, если диграф стоит в соседстве с гласными переднего ряда ([e], [i] и т. п.), а также после сонорных согласных ([l], [n] и т. п.); звук [x] — в остальных случаях. В заимствованиях из греческого языка данный диграф обычно читается как [k].

## Польский и литовский языки
В польском и литовском языках диграф ch не имеет статуса буквы и обозначает звук [x].
В литовском языке данный диграф встречается только в заимствованных словах.

## Французский и португальский языки
Во французском и португальском языках данный диграф читается как [ʃ].
Во французских заимствованиях из греческого языка данный диграф обычно читается как [k].

## Чешский язык, словацкий язык, белорусский язык (латинка)
В всех трёх языках диграф ch обозначает звук [x], но в отличие от польского и литовского алфавитов он является самостоятельной буквой и занимает место в алфавите после буквы H.

## Русский язык
При отсутствии на компьютере кириллической раскладки клавиатуры, а также по другим причинам, по которым приходится писать по-русски латиницей, этот диграф эквивалентен букве Ч, реже Х.
В проекте реформы русской азбуки Н. Засядко использовался для замены кириллической Ш.

## Китайский язык
В китайском фонетическом алфавите пиньинь диграф ch обозначает звук [ʈ͡ʂʰ].

## Узбекский язык
В узбекском диграф ch обозначает глухую постальвеолярную аффрикату [ʧ] и является 28-й буквой алфавита.